# Silvia Avallone
Silvia Avallone (Biella, 11 de abril de 1984) es una escritora italiana.

## Biografía
Su madre es maestra y originaria del Piamonte, y su padre un comerciante napolitano por cuyo trabajo se mudaron a Piombino, donde pasó gran parte de su adolescencia, sus padres más tarde se divorciaron.
Estudio filosofía en la Universidad de Bolonia, en la atualidad vive con su marido, que es librero, en Bolonia.

## Premios
- 2008: Premio Alfonso Gatto, por Il libro dei vent'anni
- 2010: Premio Campiello, por Acciaio
- 2010: Premio Fregene
- 2010: Premio Strega
- 2010: Premio Eduardo Kihlgren
- 2024: Premio Elsa Morante 2024, por Cuore nero

## Obras
- 2007: Il libro dei vent’anni (poemario)
- 2010: Acciaio
- 2011: La lince
- 2013: Marina Bellezza
- 2017: Da dove la vita è perfetta
- 2020: Un'amicizia
- 2024: Cuore nero